# 人物志
『人物志』（じんぶつし）は、中国三国魏の劉劭が書いた、人物の能力・品評・登用についての書物。

## 背景・内容
前後の時代背景として、郷挙里選や九品官人法といった人材登用制度、曹操の唯才主義、月旦評、相人術、『漢書』古今人表、鍾会や傅嘏の才性四本論（才能と徳性の「同・異・合・離」の論）、魏晋南北朝の清談・貴族社会、先秦以来の尚賢論・士君子論・性論などがあった。
劉劭は、魏明帝（曹叡）の下で実際に人事制度に携わった人物だった。
劉劭は本書で、平淡無味であらゆる変化に対応できる「中和」や、五徳をバランス良く兼ね備えた「中庸」の人物を高く評価した。

## 後世
西涼の劉昞の注釈がある。『漢魏叢書』や『四部叢刊』に収録されている。
目録学においては『隋書』経籍志以来、名家の書物に分類される。『隋書』経籍志で同じく名家に分類される書物として、曹丕撰『士品』（別名『士操』）、盧毓『九州人士論』、姚信『士緯』などがあるが、いずれもほぼ散佚している。『隋書』経籍志の名家の分類は、『七録』の分類を踏まえたものと推測される。
『四庫提要』では本書を「名家に近いが儒家に反しない」と評しており、実際に儒家・道家・法家などの思想が混在している。
平安時代の日本でも本書は受容されていた。9世紀末の『日本国見在書目録』には、『隋書』経籍志と同様に名家の書物として本書が記載されている。また、1978年には京都府向日市の長岡京宮跡から、「人物志三巻」と書かれた木製の板（籤牌）が出土している。このことから、8世紀末の長岡京には巻子本の『人物志』が既にあったと推定される。しかし、以降の日本に目立った受容は無かった。
20世紀日本では、関正郎・清水潔・多田狷介・岡村繁・東川祥丈・黒田亮らの研究がある。中国では湯用彤・牟宗三らの研究がある。

## 篇名
全3巻12篇。
1. 九徵（九徴）
2. 體別（体別）
3. 流業
4. 才理
5. 才能
6. 利害
7. 接識
8. 英雄
9. 八觀（八観）
10. 七謬
11. 效難
12. 釋爭（釈争）

## 日本語訳
- 多田狷介『中国逍遥 ―『中論』・『人物志』訳註他―』汲古書院〈汲古選書〉、2014年。ISBN 9784762950681。（訳の初出は1979年-1980年）